# Lợi Trí
Lợi Trí (tiếng Anh: Nina Li Chi, sinh ngày 31 tháng 12 năm 1961) là nữ diễn viên, người mẫu Trung Quốc, đăng quang Hoa hậu Châu Á do đài ATV tổ chức năm 1986, còn được gọi là "Lợi mỹ nhân". Hiện nay, cô là vợ của diễn viên Hồng Kông Lý Liên Kiệt và định cư tại Mỹ.

## Tiểu sử
Lợi Trí sinh ra tại ký túc xá đoàn kịch nói Hoa Nam, Quảng Đông. Cô lớn lên tại Thượng Hải. Cha là Lợi Vĩnh Tích, một diễn viên kịch sân khấu nổi tiếng tại Nhà hát Kịch nói Đông Nam Trung Quốc. Năm 1981, theo cha chuyển đến Hồng Kông và từng làm nhân viên trong cửa hàng nội thất.
Năm 1983, cô rời Hồng Kông sang Mỹ du học ngành kinh tế học tại Đại học San Francisco. Năm 1986, trở về Hồng Kông tham gia cuộc thi tìm kiếm Hoa hậu châu Á do Đài truyền hình ATV tổ chức. Trong thời gian tham gia cuộc thi, cô được tiểu thuyết gia Nghê Khuông khen ngợi là Đệ nhất mỹ nhân 50 năm hiếm gặp. Sau khi vượt qua 2000 ứng viên dự thi, kể cả ứng viên tiềm năng là người đẹp nổi tiếng Trần Dịch Thi, Lợi Trí đăng quang hoa hậu cùng giải người đẹp nhan sắc.
Cùng năm, cô đại diện cho Hồng Kông tại Hoa hậu châu Á Thái Bình Dương và giành vị trí thứ tư và ba giải thưởng phụ. Sau năm 1991, thành lập tổ chức từ thiện Nhân Mỹ Thanh Tả dưới danh xưng Á Thư. Trong nhiệm kỳ của mình, Lợi Trí được nhà sản xuất, đạo diễn Hoàng Bách Minh (Raymond Wong) mời tham gia một số bộ phim. Trong chặng đường phát triển của ngành giải trí Hồng Kông, Lợi Trí được nhớ đến với thân hình quyến rũ, số đo vòng một 36F và hình tượng gợi cảm.. Ngoài ra theo báo giới Hồng Kông, Lợi Trí từng bị đồng nghiệp trong giới cô lập và nhạo báng.
Năm 1992, cô tuyên bố sẽ dần rút khỏi làng giải trí. Năm 1988, gặp gỡ Lý Liên Kiệt trong bộ phim Quyết chiến giang hồ (龙在天涯). Lúc này Lý Liên Kiệt đã có gia đình, cả hai giữ bí mật về mối quan hệ trong 11 năm. Năm 1999, cô kết hôn với Lý Liên Kiệt tại Los Angeles, Mỹ và có hai con gái.

## Điện ảnh
| Năm  | Tựa đề                                               | Vai            |
| ---- | ---------------------------------------------------- | -------------- |
| 1986 | Nguyên chấn hiệp dữ Vệ Tư Lý (原振俠與衛斯理)        |                |
| 1987 | Thất niên chi dạng (原七年之癢)                      | Lâm Tiểu Hồng  |
| 1987 | Thiên sứ ma quỷ (魔鬼天使)                           |                |
| 1988 | Công tử đa tình (公子多情)                           | Lê Chi         |
| 1988 | Lão hổ xuất soa (老虎出更)                           | Donna          |
| 1988 | Trường đoản cước chi luyến (長短腳之戀)              | Hồng Lăng      |
| 1988 | Quyết chiến giang hồ (龍在天涯)                      |                |
| 1988 | Quần kinh loạn vũ (群鶯亂舞)                         | Hoa Diễm Hồng  |
| 1988 | Long hổ trí đa tinh (龍虎智多星)                     |                |
| 1988 | Cát ốc tàng kiều (吉屋藏嬌)                          | Thu Vy         |
| 1988 | Hôn ngoại tình (婚外情)                              |                |
| 1989 | Quần Long Hí Phụng (群龍戲鳳)                        | Á Băng         |
| 1989 | Four Loves (四千金)                                  | Tiền Bội Linh  |
| 1989 | What a Small World (我愛唐人街)                      |                |
| 1989 | Aces go places V: The terracotta hit (新最佳拍檔)    | A Thư          |
| 1990 | The Fun，The Luck The Tycoon (吉星拱照)              | Trần Ngọc Tiên |
| 1990 | The Stone Age Warriors (紅場飛龍)                    |                |
| 1990 | To Spy With Love (小心間諜)                          |                |
| 1990 | The Spooky Family (捉鬼闔家歡)                       |                |
| 1990 | Perfect Girls (靚足100分)                            | Phong Mộc Nhân |
| 1991 | Gambling Ghost (洪t福齊天)                           | Lily           |
| 1991 | Thiến Nữ U Hồn phần 3 (倩女幽魂三)                   | Tiểu Điệp      |
| 1991 | Ma vực phi long (魔域飛龍)                           |                |
| 1991 | Inspector pink dragon (神探馬如龍)                   | Đàm Lan Khanh  |
| 1991 | Legend of the Chiuchow Brothers (四大家族之龍虎兄弟) |                |
| 1992 | Tây Tạng tiểu tử (西藏小子)                          |                |
| 1992 | Song long hội (雙龍會)                               | Đường Tâm      |
| 1992 | Lover's Tear (誓不忘情)                              | Bàng Ỷ Linh    |
| 1992 | Miracle 90 Days (特異功能猩求人)                     |                |